# As (tygodnik)
As. Ilustrowany magazyn tygodniowy – polski tygodnik społeczno-kulturalny wydawany w latach 1935–1939 w Krakowie.

## Historia
Pierwszy numer ukazał się 3 marca 1935 roku. Wydawcą była Spółka Wydawnicza Kurier S.A. Siedziba czasopisma mieściła się w Pałacu Prasy na ulicy Wielopole.  Założycielem i wydawcą był Marian Dąbrowski.

## Redaktorzy odpowiedzialni
- Jan Stankiewicz[3] od nr 1 w 1935 roku do nr 48 w 1938 roku[5]
- Jan Maleszewski od nr 49 w 1938 roku[4]